# Emmanuel-Théodosius de La Tour d'Auvergne

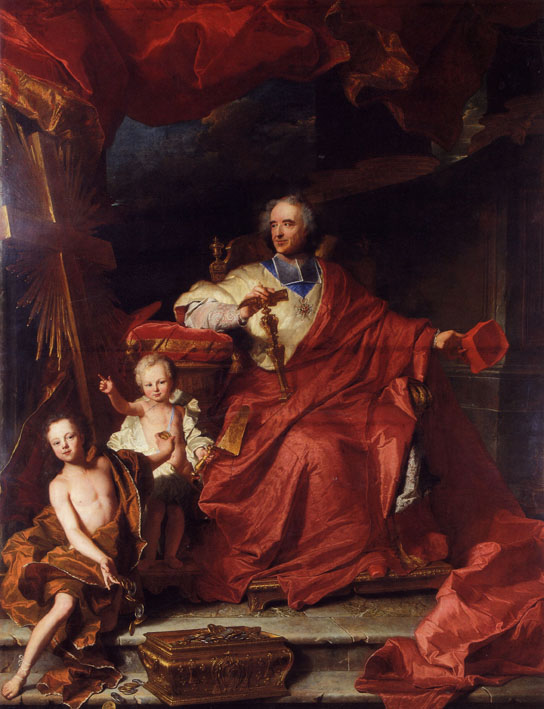
De kardinaal van Bouillon door Hyacinthe Rigaud, 1707

Emmanuel-Théodosius de La Tour d'Auvergne, kardinaal van Bouillon (kasteel Turenne, 24 augustus 1643 – Rome, 2 maart 1715), was een Franse prelaat en kardinaal-deken. 

## Biografie
Emmanuel-Théodosius de La Tour d'Auvergne was de zoon van Frederik Maurits de La Tour d'Auvergne, hertog van Bouillon, en een neef van maarschalk Turenne.
In 1658 werd hij gekozen tot kanunnik te Luik en in 1667 benoemd tot doctor aan de Sorbonne. Hij werd in 1669 op vierentwintigjarige leeftijd kardinaal gecreëerd en werd begiftigd met verschillende prebenden. Zo werd hij grootaalmoezenier van Frankrijk in 1671 en hoogste abt van Cluny in 1683. Van 1689 tot 1698 was hij kardinaal-bisschop van Albano; van 1698 tot 1700 kardinaal-bisschop van Porto-Santa Rufina; van 1700 tot 1715 kardinaal-bisschop van zowel Ostia als Velletri. 
Louvois, de machtige minister van Lodewijk XIV van Frankrijk, stond vijandig tegenover het huis Turenne, en blokkeerde met succes de verzoeken van kardinaal de Bouillon aan de koning voor prebenden voor zijn familieleden. Louvois verhinderde ook zijn felbegeerde benoeming tot prinsbisschop van Luik ten gunste van Jozef Clemens van Beieren. Door de harde verwijten van de kardinaal aan het adres van de koning viel hij in ongenade. 
Hij herwon uiteindelijk de koninklijke gunst en werd als gezant naar Rome gezonden. Daar droeg hij in 1698 de beeldhouwer Pierre Le Gros de jonge op een groots grafmonument voor zijn ouders te maken, die in de abdijkerk van Cluny geplaatst zou worden. De decoratie van het praalgraf illustreerde zijn streven om zijn familie te vestigen als onafhankelijke vorsten. Toen het monument in 1709 in Cluny arriveerde, was zijn positie daar dusdanig verzwakt, dat de kisten met het beeldhouwwerk niet eens werden uitgepakt. Delen van het monument bevinden zich tegenwoordig in het Hôtel Dieu van Cluny.
Tegen de wens van de koning steunde De La Tour d'Auvergne de zaak van Fénelon tegen die van Bossuet en probeerde de veroordeling van Fénelons Explication des maximes des Saints te verhinderen. Hij werd teruggeroepen naar Frankrijk, maar negeerde het koninklijke bevel omdat hij de volgende in lijn was voor het ambt van deken van het College van Kardinalen en van bisschop van Velletri, een bisschopszetel gekoppeld aan deze van kardinaal-deken. Bouillons bezittingen in Frankrijk werden geconfisqueerd. Toen hij uiteindelijk naar Frankrijk terugkeerde, werd hij verbannen naar de Abdij van Tournus. Zo kon hij zich niet verdedigen tegen de monniken van Cluny die hem in 1710 afzetten. Bouillon schreef een beledigende brief aan de koning en vluchtte naar de Nederlanden. Zijn bezittingen werden opnieuw geconfisqueerd. Bouillon vestigde zich weldra in Rome, waar hij de rest van zijn leven doorbracht als gast van de jezuïeten in de Sant'Andrea al Quirinale, waar hij uiteindelijk werd begraven.

## Voorouders
| Voorouders van Emmanuel-Théodosius de La Tour d'Auvergne | Voorouders van Emmanuel-Théodosius de La Tour d'Auvergne                                | Voorouders van Emmanuel-Théodosius de La Tour d'Auvergne                                | Voorouders van Emmanuel-Théodosius de La Tour d'Auvergne                                | Voorouders van Emmanuel-Théodosius de La Tour d'Auvergne                                | Voorouders van Emmanuel-Théodosius de La Tour d'Auvergne                                | Voorouders van Emmanuel-Théodosius de La Tour d'Auvergne                                | Voorouders van Emmanuel-Théodosius de La Tour d'Auvergne                                | Voorouders van Emmanuel-Théodosius de La Tour d'Auvergne                                |
| -------------------------------------------------------- | --------------------------------------------------------------------------------------- | --------------------------------------------------------------------------------------- | --------------------------------------------------------------------------------------- | --------------------------------------------------------------------------------------- | --------------------------------------------------------------------------------------- | --------------------------------------------------------------------------------------- | --------------------------------------------------------------------------------------- | --------------------------------------------------------------------------------------- |
| Overgrootouders                                          | François III de La Tour d'Auvergne (1487-1559) x Éléonore de Montmorency (-1567)        | François III de La Tour d'Auvergne (1487-1559) x Éléonore de Montmorency (-1567)        | Willem I van Oranje-Nassau (1533-1584) ∞ 1598 Charlotte de Bourbon (1547-1582)          | Willem I van Oranje-Nassau (1533-1584) ∞ 1598 Charlotte de Bourbon (1547-1582)          | Willem IV van den Bergh (1537-1586) ∞ 1544 Maria van Nassau (1539-1599)                 | Willem IV van den Bergh (1537-1586) ∞ 1544 Maria van Nassau (1539-1599)                 | ? (-) x ? (-)                                                                           | ? (-) x ? (-)                                                                           |
| Grootouders                                              | Hendrik de La Tour d'Auvergne (1555-1623) ∞ 1598 Elisabeth van Nassau (1577-1642)       | Hendrik de La Tour d'Auvergne (1555-1623) ∞ 1598 Elisabeth van Nassau (1577-1642)       | Hendrik de La Tour d'Auvergne (1555-1623) ∞ 1598 Elisabeth van Nassau (1577-1642)       | Hendrik de La Tour d'Auvergne (1555-1623) ∞ 1598 Elisabeth van Nassau (1577-1642)       | Frederik van den Bergh (1559-1618) ∞ 1598 Françoise de Ravenel (1583-1629)              | Frederik van den Bergh (1559-1618) ∞ 1598 Françoise de Ravenel (1583-1629)              | Frederik van den Bergh (1559-1618) ∞ 1598 Françoise de Ravenel (1583-1629)              | Frederik van den Bergh (1559-1618) ∞ 1598 Françoise de Ravenel (1583-1629)              |
| Ouders                                                   | Frederik Maurits de La Tour d'Auvergne (1605-1652) ∞ 1598 Éléonore de Bergh (1613-1656) | Frederik Maurits de La Tour d'Auvergne (1605-1652) ∞ 1598 Éléonore de Bergh (1613-1656) | Frederik Maurits de La Tour d'Auvergne (1605-1652) ∞ 1598 Éléonore de Bergh (1613-1656) | Frederik Maurits de La Tour d'Auvergne (1605-1652) ∞ 1598 Éléonore de Bergh (1613-1656) | Frederik Maurits de La Tour d'Auvergne (1605-1652) ∞ 1598 Éléonore de Bergh (1613-1656) | Frederik Maurits de La Tour d'Auvergne (1605-1652) ∞ 1598 Éléonore de Bergh (1613-1656) | Frederik Maurits de La Tour d'Auvergne (1605-1652) ∞ 1598 Éléonore de Bergh (1613-1656) | Frederik Maurits de La Tour d'Auvergne (1605-1652) ∞ 1598 Éléonore de Bergh (1613-1656) |
| Emmanuel-Théodosius de La Tour d'Auvergne (1643-1715)    |                                                                                         |                                                                                         |                                                                                         |                                                                                         |                                                                                         |                                                                                         |                                                                                         |                                                                                         |